# Міст Янпу
Міст Янпу (кит.: 杨浦大桥; трад. китайська: 楊浦大橋) — вантовий міст через річку Хуанпу в Шанхаї, КНР. З'єднує райони Янпу та Пудун. Загальна довжина мосту становить 8354 м, довжина центрального прольоту становить 602 м, що робить його четвертим за довжиною вантовим мостом у світі. Висота двох пілонів дорівнює 223 м. Будівництво мосту було завершено в 1993 році.
Проект мосту було розроблено Шанхайським муніципальним інженерно-проектним інститутом, Шанхайським коледжом міського будування та Шанхайським інститутом міського планування. Будівництвом мосту займалася Шанхайська мостобудівельна компанія Хуанпуцзян.